# Paredes, Hidalgo
Paredes är en ort i Mexiko.   Den ligger i kommunen Ixmiquilpan och delstaten Hidalgo, i den sydöstra delen av landet, 120 km norr om huvudstaden Mexico City. Paredes ligger 1 779 meter över havet och antalet invånare är 309.
Terrängen runt Paredes är kuperad österut, men västerut är den platt. Runt Paredes är det ganska tätbefolkat, med 120 invånare per kvadratkilometer. Närmaste större samhälle är Ixmiquilpan, 9,7 km väster om Paredes. Omgivningarna runt Paredes är i huvudsak ett öppet busklandskap.